# Charltona
Charltona é um gênero de mariposa pertencente à família Crambidae.